# エジプトへの逃避途上の風景
『エジプトへの逃避途上の風景』（エジプトへのとうひとじょうのふうけい、蘭: Landschap met de vlucht naar Egypte、英: Landscape with the Flight into Egypt）は、初期フランドル派の巨匠ピーテル・ブリューゲルが1562年に板上に油彩で描いた絵画である。『新約聖書』の「マタイによる福音書」に記述されている聖家族のエジプトへの逃避を主題としている。とはいえ、風景描写に重点が置かれており、『種まく人の譬えのある風景』 (ティムケン美術館、サンディエゴ) とともにブリューゲルの初期の風景画である。本来、スペインのハプスブルク家に仕えたフランスの枢機卿アントワーヌ・ド・グランヴェルにより委嘱されたが、後にピーテル・パウル・ルーベンスに所有されたこともある。作品は、1978年にロンドンのコートールド美術館に収蔵された。非常に不明瞭ではあるが、画面下部右側に「BRVEGEL MDLXIII」の署名がある。

## 作品

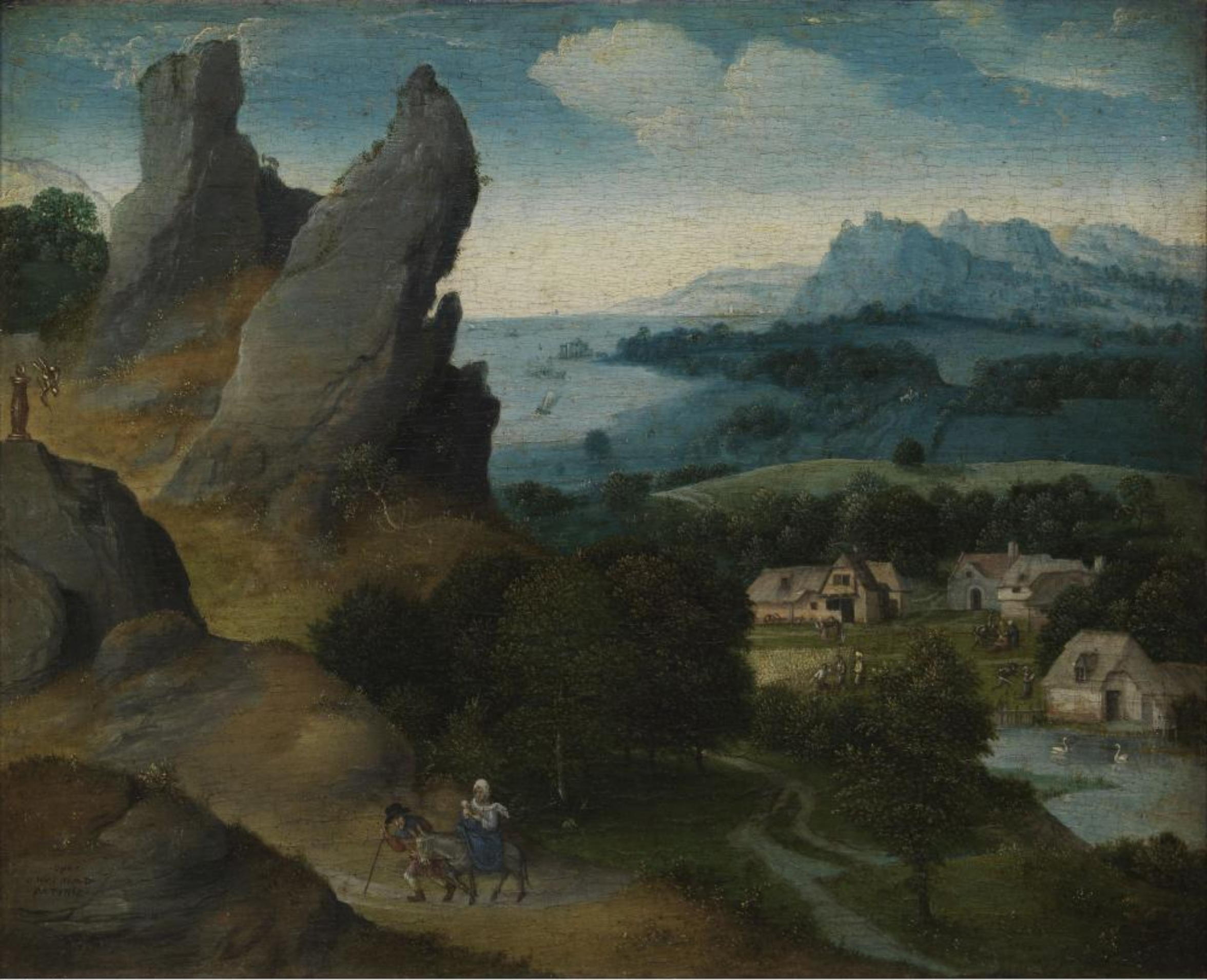
ヨアヒム・パティニール『エジプトへの逃避途上の風景』 (1515年ごろ) アントウェルペン王立美術館

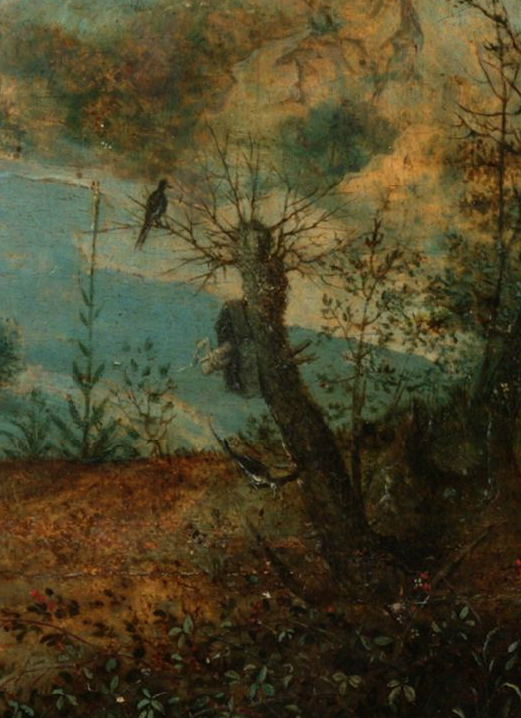
ピーテル・ブリューゲル『エジプトへの逃避途上の風景』に描かれている祠の偶像

「マタイによる福音書」 (2章13-14) によれば、イエス・キリストの誕生に際して、養父となった聖ヨセフは夢のお告げでヘロデ王による幼児虐殺の企みを知り、幼子イエス、聖母マリアとともに難を逃れるためエジプトに向かう。この主題は16世紀のネーデルラントの風景画家たち、とくに彼らの先駆けとなったヨアヒム・パティニールが繰り返し取り上げている。アントウェルペン王立美術館にあるパティニールの初期の作品『エジプトへの逃避途上の風景 (パティニール)』 はその一例である。
ブリューゲルの本作は、パティニールの「世界風景」 (様々な地域の景観とその自然を合成した風景) に大きな影響を受けている。しかし、両画家の作品を比較すると、パティニールの描く奇怪な岩山は人工的で、書き割りめいた印象を与える。さらに幼児虐殺の場面が挿入されていることもあり、画面の統一性が損なわれている。一方、ブリューゲルは、アルプス山脈を実見した経験があるだけに風景描写はよりリアルである。前景の峻厳な岩山の構造とその地肌の変化、大河に面した町の緻密な表現、大気感を出すための水や空などの表現が自然なものとなっている。木の幹にある祠の偶像が聖家族の背後で倒れる描写 (イエスの誕生による異教的世界の終焉を象徴する) も不自然さがなく、全体の情景の一部となっている。
本作は色彩の点でも前景が茶褐色、中景が緑色、遠景が青色の展開や光った水面の描写の点でパティニールに啓発されている。しかし、本作の色彩配分はパティニールの作品に比べて図式的ではなく、自然な色合いの褐色、緑、青色が明度と彩度を微妙に変化させながら、画面全体に行き渡っている。その中でロバに乗っている聖母の赤衣がひときわ印象的である。